# Hydrolaser
Hydrolaser är en enzymklass vars medlemmar katalyserar hydrolysreaktioner – till exempel sönderdelning av protein till fria aminosyror. Några vanliga exempel på hydrolasenzymer är esteraser inklusive lipaser, fosfataser, glykosidaser, peptidaser och nukleosidaser.
Esteraser klyver esterbindningar i lipider och fosfataser klyver fosfatgrupper av molekyler. Ett exempel på avgörande esteras är acetylkolinesteras, som hjälper till att omvandla neuronimpulsen till acetatgruppen efter att hydrolaset bryter acetylkolin till kolin och ättiksyra. Ättiksyra är en viktig metabolit i kroppen och en kritisk mellanprodukt för andra reaktioner såsom glykolys. Lipaser hydrolyserar glycerider. Glykosidaser klyver sockermolekyler av kolhydrater och peptidaser hydrolyserar peptidbindningar. Nukleosidaser hydrolyserar bindningarna av nukleotider.
Hydrolasenzymer är viktiga för kroppen eftersom de har nedbrytande egenskaper. I lipider bidrar lipaser till nedbrytningen av fetter och lipoproteiner och andra större molekyler till mindre molekyler som fettsyror och glycerol. Fettsyror och andra små molekyler används för syntes och som energikälla.
Inom biokemin är ett hydrolas ett enzym som katalyserar hydrolysen av en kemisk bindning. Till exempel är något enzym som katalyserar följande reaktion ett hydrolas:
A–B + H2O → A–OH + B–H
där A–B representerar en kemisk bindning av ospecificerade molekyler.

## Nomenklatur
Systematiska namn på hydrolaser bildas som "substrathydrolas". Vanliga namn är dock vanligtvis i formen "substratbas". Till exempel är en nukleas ett hydrolas som klyver nukleinsyror. 

## Klassificering
Hydrolaser är klassificerade som EC 3 enligt EC-nummer classification of enzymes. Hydrolaserna kan vidare delas upp i flera underklasser baserat på vilken typ av bindning de är aktiva på:
- EC 3.1: esterbindningar (esteraser: nukleaser, fosfodiesteraser, lipaser, fosfataser)
- EC 3.2: socker (glykosylaser, DNA-glykosylaser, glykosid hydrolaser)
- EC 3.3: eterbindningar
- EC 3.4: peptidbindningar (proteaser)
- EC 3.5: kol-kvävebindningar, förutom peptider
- EC 3.6: syra-anhydrider (syra-anhydrid hydrolaser, som helikaser och GTPas)
- EC 3.7: kol-kolbindningar
- EC 3.8: halidbindningar
- EC 3.9: fosfor-kvävebindningar
- EC 3.10: svavel-kvävebindningar
- EC 3.11: kol-fosforbindningar
- EC 3.12: svavel-svavelbindningar
- EC 3.13: kol-svavelbindningar

## Kliniska överväganden
Hydrolas som utsöndras av Lactobacillus jensenii i den mänskliga tarmen stimulerar levern att utsöndra gallsalter som stöd i matsmältningen.

## Membranassocierade hydrolaser
Många hydrolaser, och särskilt proteaser, associerar med biologiska membran som perifera membranproteiner eller förankras genom en enda transmembranhelix. Några andra är transmembranproteiner med flera spannor, till exempel romboidproteas. 

## Etymologi och uttal
Ordet hydrolas (/ˈhaɪdroʊ l eɪ s, -leɪz/) suffix den kombinerande formen av -ase till hydrol-stavelserna i hydrolys.